# Jesu, gör mig så till sinnes
Jesu, gör mig så till sinnes är en helgelsepsalm, med utgångspunkt från Fil. 2:5. Psalmen är skriven av Johan Hjertén. Den har fyra verser. Vers 1-2 diktades av Hjertén och hans verser 3-4, överbearbetades samma år, 1816, av Johan Olof Wallin. 1977 ändrade Anders Frostenson några ord i psalmen.
Psalmen inleds 1819 med orden:
Jesu, gör mig så till sinnes,
Såsom du till sinnes var;
I all nöd mig för till minnes,
Hur ditt kors du tåligt bar.
Psalmens melodi sjunges till Jesus, djupa såren dina och är från Genève 1551.

## Publicerad i
- 1819 års psalmbok som nr 129 under rubriken "Jesu heliga hågkomst och efterföljelse".
- Svensk söndagsskolsångbok 1929 som nr 153
- Sionstoner 1935 som nr 461 under rubriken "Nådens ordning: Trosliv och helgelse".
- 1937 års psalmbok som nr 392 under rubriken "Trons bevisning i levnaden".
- Den svenska psalmboken 1986 som nr 274 under rubriken "Efterföljd - helgelse"